# Robert Long (6e baronnet)
Robert Long, 6e baronnet (1705 - 10 février 1767) est un homme politique anglais.

## Biographie
Il est le fils de James Long (5e baronnet) et de son épouse Henrietta Greville, et est baptisé le 8 novembre 1705 à St Martin-in-the-Fields, Westminster, Londres. Formé au Balliol College d'Oxford, il succède à son père comme baronnet le 16 mars 1729 et hérite des domaines familiaux, dont les manoirs de Draycot et d'Athelhampton.
Il est élu député de l'arrondissement de Wootton Bassett en 1734 et du Wiltshire en 1741.
Il épouse le 29 mai 1735 à Woodford, Essex, Emma Child, la fille de Richard Child (1er comte Tylney), de Wanstead et son épouse Dorothy Glynn.
Robert et Emma ont deux filles et quatre fils, dont: 
- James Tylney-Long, 7e baronnet, qui hérite de Wanstead de son oncle, John Tylney (2e comte Tylney)
- Charles Long, dont la petite-fille Emma épouse George Poulett Scrope

De nombreuses lettres écrites par Robert à sa femme sont conservées au Wiltshire and Swindon Record Office, et fournissent une image d'un mariage heureux au XVIIIe siècle, illustrant une véritable affection pour sa femme et un amour paternel pour ses enfants, avec des surnoms tels comme «Jemmy» et «Dolly». Il avait de bonnes relations avec ses domestiques, allant même jusqu'à choisir du matériel pour une nouvelle robe pour la servante de Lady Emma.
Robert Long est décédé le 10 février 1767 et est enterré à Draycot. Son épouse est décédée le 8 mars 1758.